# Retschwiller
Retschwiller é uma comuna francesa na região administrativa de Grande Leste, no departamento Baixo Reno. Estende-se por uma área de 3,25 km². Em 2010 a comuna tinha 288 habitantes (densidade: 88,6 hab./km²).